# Acadian Driftwood
Pour les articles homonymes, voir Acadian.
Acadian Driftwood est une chanson du groupe canadien The Band, la quatrième piste sur l'album Northern Lights - Southern Cross. 

## Histoire
Acadian Driftwood est un portrait partiellement fictif d'un épisode dans l'histoire de l'Acadie sur le Grand Dérangement. Considérée comme l'une des meilleures chansons du groupe, elle décrit la déportation du peuple acadien après la guerre entre les Français et les Anglais dans ce qui est aujourd'hui la Nouvelle-Écosse, le Nouveau-Brunswick, l'Île-du-Prince-Édouard et une partie du Québec et du Maine. 
Les paroles écrites par Robbie Robertson ont été influencées par le poète Henry Longfellow et son poème Evangéline, qui décrit la déportation des Acadiens. 
Cette chanson a été reprise par le groupe The Roches en 2007.
En 2009, la chanteuse Céline Dion a repris le titre en duo avec le chanteur Zachary Richard sur l'album de ce dernier intitulé Last Kiss[réf. à confirmer].